# Mayke
Mayke is een vrouwelijke voornaam met een Limburgse oorsprong. De naam is afgeleid van Maria.